# Kerinci
El Kerinci és el volcà més alt d'Indonèsia, a 3.805 m, el punt culminant de l'illa de Sumatra. Està situat en la part central de l'oest de l'illa, prop de la costa occidental, a aproximadament 130 km al sud de Padang, la capital de la província de Sumatra Occidental.
És el principal atractiu del Parc nacional de Kerinci Seblat, amb els seus pendents coberts de boscos de pi i el seu con de 25 km de longitud sobre 13 km d'ample a la base, orientat nord-sud. El seu cràter té 600 m de diàmetre i és sovint, en part, omplert d'una aigua d'un color groc-verd per culpa del sofre.
El Kerinci és un dels volcans més actius d'Indonèsia. La seva última erupció és del 2021.